# Tiffany Obolała
Tiffany Obolała, Akwila Dokuczliwa (ang. Tiffany Aching) – fikcyjna postać z książkowego cyklu Świat Dysku Terry'ego Pratchetta. Czarownica z Kredy, co jest o tyle dziwne, że wedle powszechnej opinii w krainie tej nie może być prawdziwych czarownic, bo te czerpią moc z solidnej skały. Mimo młodego wieku wykazuje wielki talent, według spekulacji odziedziczony po swej babci (Babci Obolałej). Potrafi trzeźwo oceniać sytuację (mieć drugie, a nawet trzecie myśli), widzieć rzeczy takimi, jakie są (otwierać oczy raz i jeszcze raz), czerpać siłę z krainy, z którą jest związana oraz wychodzić z własnego ciała i spoglądać na siebie (zalążek umiejętności pożyczania). Jest blisko związana z Nac Mac Feegle'ami.
|  |

W "Wolnych Ciut Ludziach" ma dziewięć lat i musi stawić czoła Królowej Elfów, która próbuje zawładnąć Kredą przy pomocy snów i potworów. Tiffany pomagają Nac Mac Feegle, którym tymczasowo przewodzi. W finale wygania Królową, a Babcia Weatherwax zdejmuje przed dziewczynką kapelusz, co jest oznaką najwyższego szacunku w świecie czarownic.
"Kapelusz pełen nieba" opowiada o tym, jak 11-letnia Tiffany wkracza w świat czarownic z Lancre: terminuje u panny Libelli, nawiązuje kontakty z rówieśniczkami i bierze udział w dorocznych Próbach Czarownic. Dochodzi wówczas do ostatecznej konfrontacji z pasożytniczą istotą zwaną Ulowcem, która ściga młodą czarownicę i próbuje zawładnąć jej umysłem.
"Zimistrz" to historia zmagań 13-letniej czarownicy z Zimistrzem – duchem zimy. Zimistrz omyłkowo bierze ją za Panią Lato i zakochuje się w niej, co sprowadza katastrofalny atak zimowej pogody na Kredę. Tiffany wspomagają czarownice z Lancre, Nac Mac Feegle oraz Roland, podkochujący się w niej syn lokalnego księcia.
Tiffany jest także główną bohaterką książki W północ się odzieję (2011), oraz ostatniej, wydanej już po śmierci autora 
powieści z serii o Świecie Dysku, pod tytułem Pasterska korona (2016), gdzie ponownie walczy z inwazją elfów. 
Postać została uznana za jedną z dziesięciu najlepszych fikcyjnych postaci ze Świata Dysku.